# Diocèse de Bazas
Ne pas confondre avec l'actuel archidiocèse de Bordeaux et Bazas.
Le diocèse de Bazas (en latin : Dioecesis Vasatensis) est un ancien diocèse de l'Église catholique en France.
L'église cathédrale était Saint-Jean-Baptiste de Bazas.
L'évêque était suffragant de l'archevêque métropolitain d'Auch.

## Histoire
Le diocèse fut supprimé par la Constitution civile du clergé ainsi que par le Concordat de 1801. Il ne fut pas rétabli.
Guillaume-Joseph Chaminade peut sortir de la clandestinité. Malgré son jeune âge, il lui est alors confié, pour les diocèses de Bordeaux et de Bazas, le délicat ministère d'assurer la réconciliation avec l'Église de prêtres jureurs.

## Territoire
Le diocèse de Bazas confinait : avec l'archidiocèse métropolitain de Bordeaux et le diocèse de Périgueux ; à l'est, avec ceux de Sarlat, d'Agen et de Condom ; au sud, avec celui d'Aire ; et, à l'ouest, avec celui de Dax et l'archidiocèse métropolitain de Bordeaux.
À la veille de la Révolution française, le diocèse comprenait 288 paroisses.
Depuis le XIIe siècle, il était divisé en trois archidiaconés, subdivisés en archiprêtrés.
L'archidiaconé de Bazas comprenait les trois archiprêtrés de Sadirac, de Saint-Pierre de Cuilleron et de Bernos.

## Sources
- (en) Diocese of Bazas sur www.catholic-hierarchy.org (consulté le 8 février 2013)
- (en) Diocese of Bazas sur www.gcatholic.org (consulté le 8 février 2013)

### Articles liés
- Liste des évêques de Bazas
- Liste des archevêques de Bordeaux, évêques de Bazas (depuis 1937)